# Tangji (socken i Kina, Henan)
Tangji (kinesiska: 唐集, 唐集乡) är en socken i Kina. Den ligger i provinsen Henan, i den centrala delen av landet, omkring 160 kilometer sydost om provinshuvudstaden Zhengzhou. Antalet invånare är 27 649. Befolkningen består av 14 774 kvinnor och 12 875 män. Barn under 15 år utgör 29,0 %, vuxna 15-64 år 60 %, och äldre över 65 år 10,0 %.
Genomsnittlig årsnederbörd är 998 millimeter. Den regnigaste månaden är augusti, med i genomsnitt 192 mm nederbörd, och den torraste är januari, med 9 mm nederbörd.